# Jury (Mosel·la)
Jury és un municipi francès, situat al departament del Mosel·la i a la regió del Gran Est. L'any 2007 tenia 1.184 habitants.

## Demografia

### Població
El 2007 la població de fet de Jury era de 1.184 persones. Hi havia 349 famílies, de les quals 56 eren unipersonals (20 homes vivint sols i 36 dones vivint soles), 103 parelles sense fills, 178 parelles amb fills i 12 famílies monoparentals amb fills.
La població ha evolucionat segons el següent gràfic:
Habitants censats

### Habitatges
El 2007 hi havia 366 habitatges, 353 eren l'habitatge principal de la família i 13 estaven desocupats. 316 eren cases i 49 eren apartaments. Dels 353 habitatges principals, 253 estaven ocupats pels seus propietaris, 80 estaven llogats i ocupats pels llogaters i 20 estaven cedits a títol gratuït; 10 tenien una cambra, 13 en tenien dues, 42 en tenien tres, 73 en tenien quatre i 215 en tenien cinc o més. 308 habitatges disposaven pel capbaix d'una plaça de pàrquing. A 119 habitatges hi havia un automòbil i a 218 n'hi havia dos o més.

### Piràmide de població
La piràmide de població per edats i sexe el 2009 era:
| Homes | Edats   | Dones |
| ----- | ------- | ----- |
| 0     | 95 o +  | 0     |
| 0     | 90 a 94 | 0     |
| 0     | 85 a 89 | 0     |
| 0     | 80 a 84 | 0     |
| 4     | 75 a 79 | 4     |
| 2     | 70 a 74 | 1     |
| 20    | 65 a 69 | 12    |
| 7     | 60 a 64 | 3     |
| 15    | 55 a 59 | 26    |
| 49    | 50 a 54 | 39    |
| 66    | 45 a 49 | 57    |
| 58    | 40 a 44 | 57    |
| 38    | 35 a 39 | 36    |
| 44    | 30 a 34 | 58    |
| 28    | 25 a 29 | 30    |
| 26    | 20 a 24 | 12    |
| 30    | 15 a 19 | 36    |
| 32    | 10 a 14 | 36    |
| 32    | 5 a 9   | 38    |
| 22    | 0 a 4   | 44    |

## Economia
El 2007 la població en edat de treballar era de 883 persones, 566 eren actives i 317 eren inactives. De les 566 persones actives 528 estaven ocupades (274 homes i 254 dones) i 38 estaven aturades (18 homes i 20 dones). De les 317 persones inactives 41 estaven jubilades, 67 estaven estudiant i 209 estaven classificades com a «altres inactius».

### Ingressos
El 2009 a Jury hi havia 338 unitats fiscals que integraven 946 persones, la mediana anual d'ingressos fiscals per persona era de 22.592 €.

### Activitats econòmiques
Dels 17 establiments que hi havia el 2007, 7 eren d'empreses de construcció, 5 d'empreses de comerç i reparació d'automòbils, 1 d'una empresa de transport, 2 d'empreses d'hostatgeria i restauració, 1 d'una empresa de serveis i 1 d'una entitat de l'administració pública.
Dels 9 establiments de servei als particulars que hi havia el 2009, 1 era un taller de reparació d'automòbils i de material agrícola, 1 paleta, 2 fusteries, 2 lampisteries, 1 empresa de construcció i 2 restaurants.

## Equipaments sanitaris i escolars
El 2009 hi havia 1 escola maternal integrada dins d'un grup escolar amb les comunes properes formant una escola dispersa i 1 escola elemental integrada dins d'un grup escolar amb les comunes properes formant una escola dispersa.
Jury disposava d'un centre de formació no universitària superior de formació sanitària.

## Poblacions més properes
El següent diagrama mostra les poblacions més properes.